# ILife A40
iLife A40 — робот-пылесос, выпускаемый китайской компанией Shenzhen ZhiYi Technologies Co. Ltd. (iLife). Представлен в 2018 году. Позиционируется как максимально простое и недорогое, пусть и технически несовершенное, решение для поддержки чистоты в доме в то время, пока жители занимаются своими делами, в связи с этим не может выступать в качестве полноценной замены для обычного пылесоса.

## Описание

### Корпус
Устройство имеет корпус круглой формы диаметром 310 мм и высотой 76 мм, изготовленный из пластика. В верхней части корпуса расположен индикатор и кнопка включения. В нижней части корпуса, под днищем девайса, находятся 2 ведущих колеса, датчик перепада высот (необходимый для предотвращения падения с лестницы) и ведомое колесо-ролик контрастного цвета (чёрный с белым). Сделано это для того, чтобы с помощью оптического датчика, расположенного под этим роликом, мог определять, движется ли он или встал на месте — последнее означает, что робот застрял под препятствием; в этом случае он отключается и подаёт аварийный сигнал.

## Оценки качества работы
По данным экспертов издания Mobile-review, iLife A40 убирает достаточно хорошо для своей цены, однако хуже, чем обычный пылесос с ручным управлением. Отмечается, что устройство удобно для семей с маленькими детьми, поскольку позволяет поддерживать чистоту даже во время сна ребёнка — громкость работы составляет всего 55 Дб. Устройство, не обладая функцией картирования помещения, работает по довольно простому принципу — объезжает препятствия по мере обнаружения. Положительным моментом является аккуратность маневрирования — прибор не оставляет неубранных участков возле препятствий, например, ножек мебели. Редакторы Mobile-review привели в качестве аналогов устройства другие роботы-пылесосы, которые можно было приобрести менее чем за 10000 рублей, а именно: Midea MVCR02, HEC МН290, Unit UVR-8000 и Polaris PVCR 1012U.
Эксперты издания IXBT провели тестирование качества уборки по стандартной методике и провели замеры. Выяснилось, что пылесос убирается достаточно хорошо в целом, но оставляет много мусора около базы. Зато он без проблем заезжает в загон, превосходящий его габариты всего на 5 см. Также был проведён замер энергопотребления: во время зарядки напрямую от адаптера питания робот потребляет порядка 13 Вт. 0,4 Вт потребляется роботом после окончания зарядки и 0,6 Вт потребляет база без него. На полную зарядку уходит 4 часа.

## Технические характеристики
- Габариты — 76×310 мм;

- Масса — 2,2 кг;

- Батарея — литий-ионная емкостью 2600 мАч;

- Автономная работа и зарядка — 120 и 300 минут;

- Напряжение — 14,4 В;

- Мусорный контейнер — ёмкость 450 мл;

- Режимов — 4 (по краю, авто, по графику, точечный или локальный);

- Тип уборки — сухая